# Caladenia magniclavata
Caladenia magniclavata är en orkidéart som beskrevs av William Henry Nicholls. Caladenia magniclavata ingår i släktet Caladenia och familjen orkidéer. Inga underarter finns listade i Catalogue of Life.